# غاري كولير (كرة سلة)
غاري كولير (بالإنجليزية: Gary Collier)‏ مواليد 8 أكتوبر 1971 في فورت وورث، هو مدرب كرة سلة أمريكي ولاعب معتزل. تم اختياره من قبل فريق كليفلاند كافالييرز خلال الدرافت. يبلغ طوله 6 قدم 4 بوصة (1.9 م).

## روابط خارجية
- غاري كولير على موقع سبورتس رفرنس (الإنجليزية)
- غاري كولير على موقع كرة السلة الأوروبية.كوم (الإنجليزية)
- غاري كولير على موقع كلية كرة السلة في سبورتس رفرنس.كوم (الإنجليزية)
- غاري كولير على موقع ريلجم (الإنجليزية)
- غاري كولير على موقع بروبوليرز (الإنجليزية)
- غاري كولير على موقع سبورتس رفرنس (الإنجليزية)